# キャッシュ郡
座標: 北緯41度41分 西経111度45分 / 北緯41.69度 西経111.75度
キャッシュ郡（キャッシュぐん、英:  Cache County）は、アメリカ合衆国ユタ州にある郡。人口は13万3154人（2020年）。アイダホ州の南部にまで伸びるキャッシュ谷（英語版）の中に位置する。郡庁所在地および最大都市はローガンである。
キャッシュ郡は、アイダホ州フランクリン郡と併せてアメリカ合衆国国勢調査局によって定義される「ユタ州＝アイダホ州ローガン小都市統計地域」の一部である。

## 地理
アメリカ合衆国国勢調査局によれば、キャッシュ郡は3,038 km²(1,173 mi2)の面積を持ち、そのうち3,016 km²(1,165 mi2)が地面で、22 km²(9 mi2)が水域である。

### 隣接する郡
- ボックスエルダー郡（Box Elder County） - （西）
- ウィーバー郡（Weber County） - （南）
- リッチ郡（Rich County） - （東）
- フランクリン郡 (アイダホ州)（Franklin County） - （北）
- オナイダ郡 (アイダホ州)（Oneida County） - （北西）

## 都市および町
注：アルファベット順。カナ表記は暫定的なもの。
- アマルガ（Amalga）
- エイボン（Avon）
- ベンソン（Benson）
- キャッシュ・ジャンクション（Cache Junction）
- クラークストン（Clarkston）
- コーニッシュ（Cornish）
- コーブ（Cove）
- ハイド・パーク（Hyde Park）
- ハイラム（Hyrum）
- ルイストン（Lewiston）
- ローガン（Logan）：郡庁所在地
- メンドン（Mendon）
- ミルビル（Millville）
- ニュートン（Newton）
- ニブレイ（Nibley）
- ノース・ローガン（North Logan）
- パラダイス（Paradise）
- ピータースボロ（Petersboro）
- プロビデンス（Providence）
- リッチモンド（Richmond）
- リバー・ヘイツ（River Heights）
- スミスフィールド（Smithfield）
- トレントン（Trenton）
- ウェルズビル（Wellsville）